# De Avond van de Jonge Musicus
De Avond van de Jonge Musicus is een op 24 maart 2008 uitgezonden speciale thema-avond van de NPS gepresenteerd door Hadassah de Boer.
De avond diende om de Nederlandse vertegenwoordiger voor het Eurovision Young Musicians 2008 te Wenen te bepalen. De avond kwam tot stand in samenwerking met het Prinses Christina Concours. De uitvoeringen werden begeleid door het Rotterdams Kamerorkest onder leiding van Conrad van Alphen.

## Deelnemers

### Winnaar
- Steven Bourne (19) - cello - Élégie van Gabriel Fauré.

### Runner-ups
- Saleem Khan (18) - trompet - Een gedeelte uit het Concert voor trompet en orkest in As majeur van Alexander Arutjunjan.

Hier te zien: [dode link]
- Nicolas van Poucke (15) - piano - Een gedeelte uit het Elfde pianoconcert van Wolfgang Amadeus Mozart.
- Laura Trompetter (17) - slagwerk - Concert voor slagwerk en kamerorkest van Darius Milhaud.
- Nora van der Stelt (18) - viool - Een gedeelte uit het derde deel van het Vioolconcert van Johannes Brahms.

## Jury
De jury bestond uit de volgende personen:
- Lucas Vis - dirigent
- Quirine Viersen - cellist
- Arno Bornkamp - saxofonist